# Máté Zsolt
Máté Zsolt (Szabadszállás, 1997. szeptember 14.–) magyar labdarúgó, a Tiszakécske játékosa (kölcsönben az Újpesttől), hátvéd.

## Pályafutása

### Klubcsapatokban
Kecskeméten az utánpótlás csapatokban (U12–U18) kezdte a pályafutását. 2014-től a Budapest Honvéd játékosa lett, ahol 2015. november 8-án az NB III-ban is bemutatkozott. 2017-től az Újpest leigazolta. Kezdetben a  Budapest-bajnokság I. osztályában játszott (68 mérkőzésen 15 gólt szerzett). 2019. augusztus 31-én az NB I-ben is bemutatkozott, a Budapest Honvéd elleni összecsapáson. Első NB I-es gólját 2020. június 27-én a Kaposvár ellen 5–0-ra megnyert mérkőzésen szerezte. 2022. január 27-től a Tiszakécskéhez került kölcsönbe.

## Sikerei, díjai
Újpest FC
- Magyar kupagyőztes: 2020–21